# Еврі Південний
Еврі́ Півде́нний (фр. Évry-Sud) — кантон у Франції, в департаменті Ессонн регіону Іль-де-Франс.

## Склад кантону
Кантон включає в себе 3 муніципалітети:
| Муніципалітет | Площа | Населення, осіб | Рік  |
| ------------- | ----- | --------------- | ---- |
| Бондуфль      | 6,76  | 9451            | 2007 |
| Еврі*         | 4,71  | 26516           | 2007 |
| Лісс          | 10,40 | 6871            | 2007 |

* — лише південна частина міста Еврі

## Консули кантону
| Період    | Консул              | Посада                                |
| --------- | ------------------- | ------------------------------------- |
| 1985—1998 | Henry Marcille      |                                       |
| 1998—2001 | Jean-Pierre Vervant |                                       |
| 2001—2011 | Francis Chouat      | Перший заступник генерального консула |

| Франція | Це незавершена стаття з географії Франції. Ви можете допомогти проєкту, виправивши або дописавши її. |